# Alejandro Goic
Alejandro Goic Jerez, né à Ñuñoa, Santiago (Chili) en 11 septembre 1957, est un acteur, écrivain et directeur de théâtre chilien.

## Filmographie partielle

### Au cinéma
- 2012 : Joven y alocada : Raimundo Ramírez
- 2015 : El club de Pablo Larraín : père Ortega
- 2016 : Aquí no ha pasado nada d'Alejandro Fernández Almendras
- 2016 : Neruda de Pablo Larraín
- 2017 : Una mujer fantástica (A Fantastic Woman) de Sebastián Lelio
- 2022 : Chili 1976 (1976)
- 2023 : 24 heures à New York (Mutt) de Vuk Lungulov-Klotz,: Pablo